# Bezledy

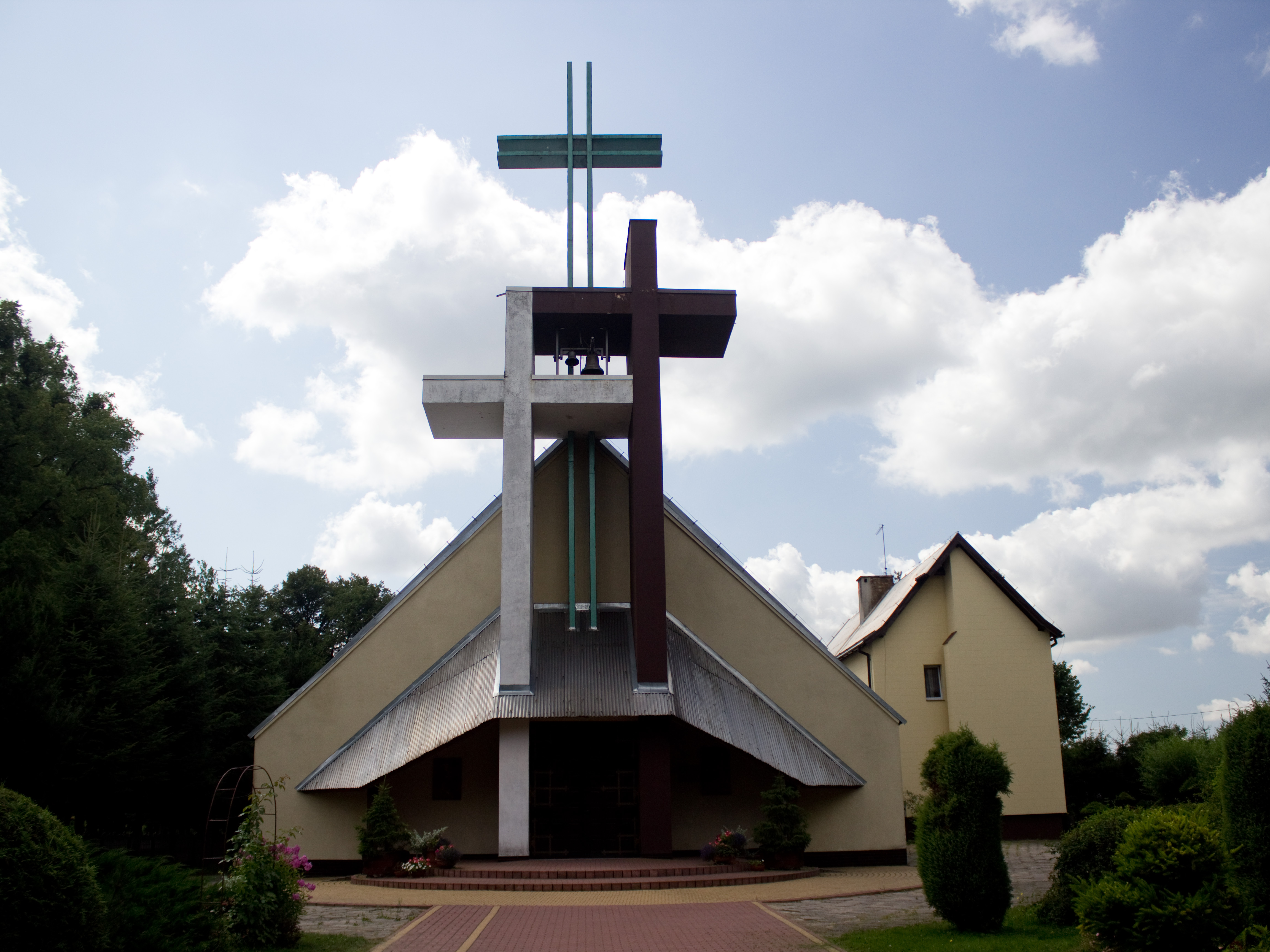
Kościół

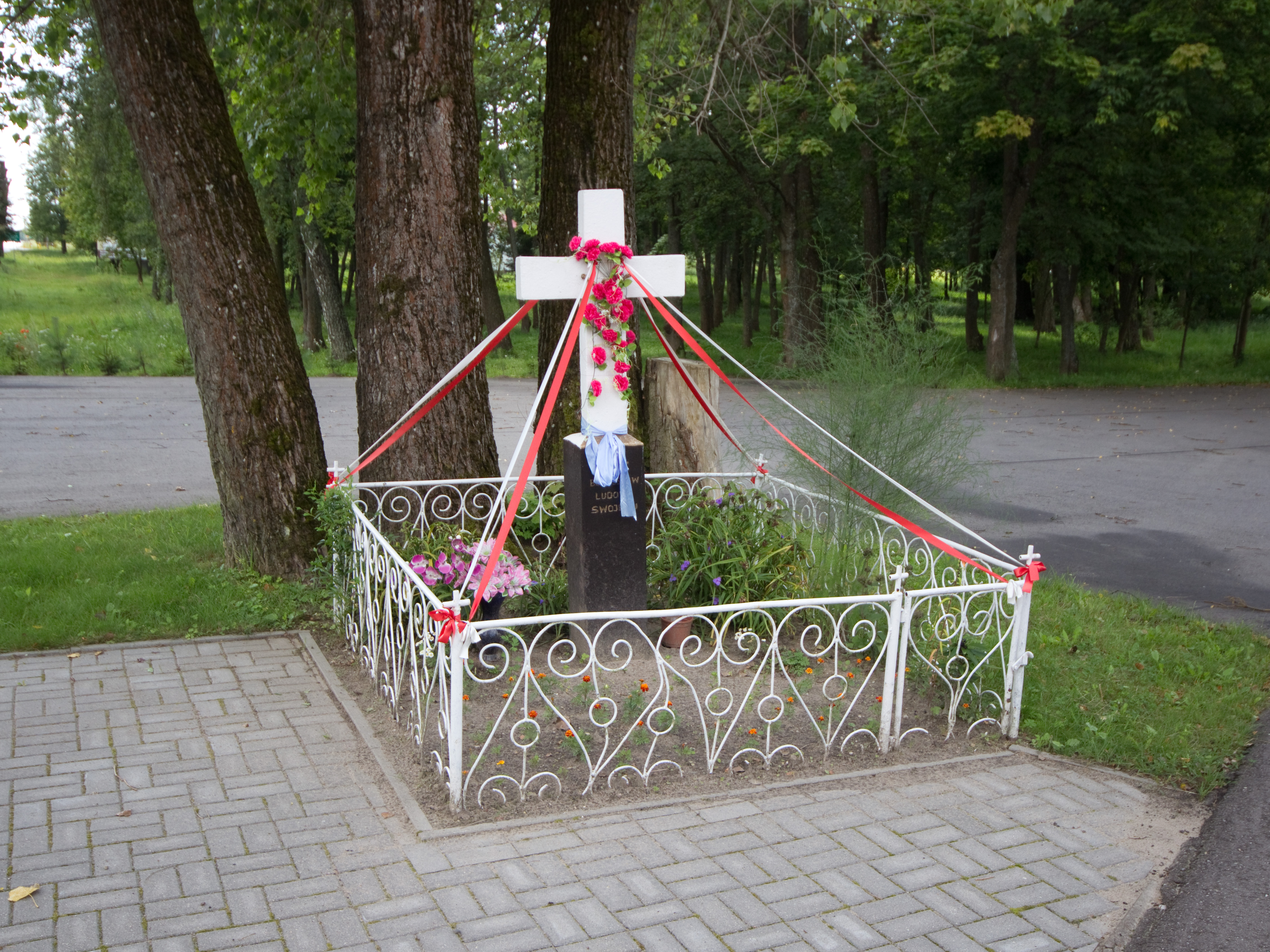
Przydrożny krzyż

Bezledy (niem. Beisleiden) – osada w Polsce położona w województwie warmińsko-mazurskim, w powiecie bartoszyckim, w gminie Bartoszyce.
W latach 1954–1972 wieś należała i była siedzibą władz gromady Bezledy. W latach 1975–1998 miejscowość administracyjnie należała do województwa olsztyńskiego.
Miejscowość należy do Bartoszyckiej Podstrefy Warmińsko-Mazurskiej Specjalnej Strefy Ekonomicznej. W Bezledach działa klub sportowy „Granica”, znajduje się przystanek autobusowy PKS, ośrodek zdrowia, restauracja, sklep, szkoła podstawowa im. 20BZ, kościół parafialny. Gimnazjum im. Straży Granicznej.

## Historia
Na terenie wsi znajdował się gród Prusów, położony na wzgórzu i wzmiankowany w dokumentach z XIII w. W późniejszym okresie miejsce to zwane było: Zamkowa Góra lub Grodzisko Bezledzkie (położone dwa kilometry na południowy zachód od dworu). Gród Prusów zdobyli Krzyżacy i umocnili. W 1274 Krzyżacy bronili się w grodzie przed najazdem Jaćwingów, dowodzonych przez Skomanda. Wieś wzmiankowana w 1414. Powstał tu majątek szlachecki zwany Beselede, obejmujący 20 włók ziemi. W połowie XV w. majątek ten był własnością Filipa z Bezled, który w 1440 przystąpił do antykrzyżackiego Związku Pruskiego, na prośbę którego w 1454 król Kazimierz IV Jagiellończyk ogłosił wcielenie regionu do Królestwa Polskiego. W roku 1889 majątek ziemski, wraz z folwarkami Bodzewo, Głamstawki (Gamzławki, Głamsławki, niem. Glamslack), Lejdy, Piergozy, Sądki, Styligi, Wola i Wornie, obejmował 1846 ha ziemi i należał do rodu von Oldenburg.
Szkoła powstała w połowie XVIII w. Uczęszczały do niej dzieci z Bezled i Lejd. W 1935 r. w szkole pracowało dwóch nauczycieli a uczyło się 132 uczniów. W 1983 r. ośmioklasowa szkoła podstawowa miała 11 izb. Obecnie do obwodu szkolnego Szkoły Podstawowej im. 20 Bartoszyckiej Brygady Zmechanizowanej w Bezledach należą miejscowości: Bezledy, Łojdy, Kiertyny Wielkie, Kiertyny Małe, Markiny, Piersele, Molwity, Solno, Lejdy, Piergozy.
W XIX w. wybudowano neogotycką kaplicę. Zachowały się fragmenty parku po istniejącym dawniej zespole pałacowo-parkowym.
W spisie z maja 1939 roku ludność z Bezled wliczona została do sołectwa Lejdy.
W 1954 r. Bezledy zostały siedzibą gromady i Gromadzkiej Rady Narodowej. W 1966 powstał w Bezledach Kombinat PGR, który przez pewien czas stanowił część Kombinatu PGR Bartoszyce. Za całokształt osiągnięć zakład odznaczono Orderem Sztandaru Pracy I klasy. W 1983 r. we wsi były 32 domy w zwartej zabudowie z 823 mieszkańcami a ulice miały elektryczne oświetlenie. We wsi był urząd pocztowy, kino z miejscami dla 60 widzów, filia biblioteczna, punkt lekarski, klub, sklep wielobranżowy, kuźnia.

## Przejście graniczne
Niedaleko wsi znajduje się drogowe przejście graniczne z obwodem królewieckim.

## Parafia
Do 1982 r. Bezledy należały do parafii w Żydowie, 10 października 1982 roku utworzono rzymskokatolicką parafię Bezledy, w wyniku podziału parafii Żydowo. Nowy kościół pw. św. Maksymiliana Marii Kolbe wybudowano w 1986 r., staraniem pierwszego proboszcza, ks. Władysława Hnatczuka, według projektu architekta Kazimierza Grządki oraz inż. Piotra Iwaszkiewicza i Romualda Iwaszkiewicza z Olsztyna. W kościele znajdują się siedmiogłosowe organy, ufundowane przez ofiarodawczynię z Anglii.

## Zabytki
- Zespół folwarczny z XIX/XX wieku.
- Neogotycka, murowana kaplica filialna pw. św. Jana Chrzciciela, pochodząca z XIX w, od 1945 r. w użytkowaniu katolików. Znajduje się przy drodze do Gamzławek, na dawnym cmentarzu.

## Ludzie związani z Bezledami
- Elard von Oldenburg (Elard von Oldenburg-Januschau), ur. w 1855 w Bezledach, poseł do parlamentu pruskiego w latach 1902–1912 i 1930–1933, reprezentował stronnictwo konserwatystów oraz Deutsch Nationale. Znany jest ze stwierdzenia z 1910 r. nawołującego Wilhelma II, żeby rozkazał jakiemuś porucznikowi, by ten z dziesięcioma szeregowcami rozpędził posłów z Reichstagu do domów.